# Кольбушовський повіт
Кольбушовський повіт (пол. powiat kolbuszowski) — один з 21 земських повітів Підкарпатського воєводства Польщі. Утворений 1 січня 1999 року внаслідок адміністративної реформи.

## Загальні дані
Повіт знаходиться у північно-центральній частині воєводства.
Адміністративний центр — місто Кольбушова.
Станом на 1.01.2008 населення становить 61 401 осіб, площа 773,62 км².

## Демографія
Демографічні дані повіту станом на 30.06.2005:
|       | Всього | Всього | Жінки  | Жінки | Чоловіки | Чоловіки |
| ----- | ------ | ------ | ------ | ----- | -------- | -------- |
|       | осіб   | %      | осіб   | %     | осіб     | %        |
| Повіт | 61 453 | 100    | 30 831 | 50,2  | 30 622   | 49,8     |
| Міста | 9179   | 100    | 4750   | 51,7  | 4429     | 48,3     |
| Села  | 52 274 | 100    | 26 081 | 49,9  | 26 193   | 50,1     |